# تام‌بوی

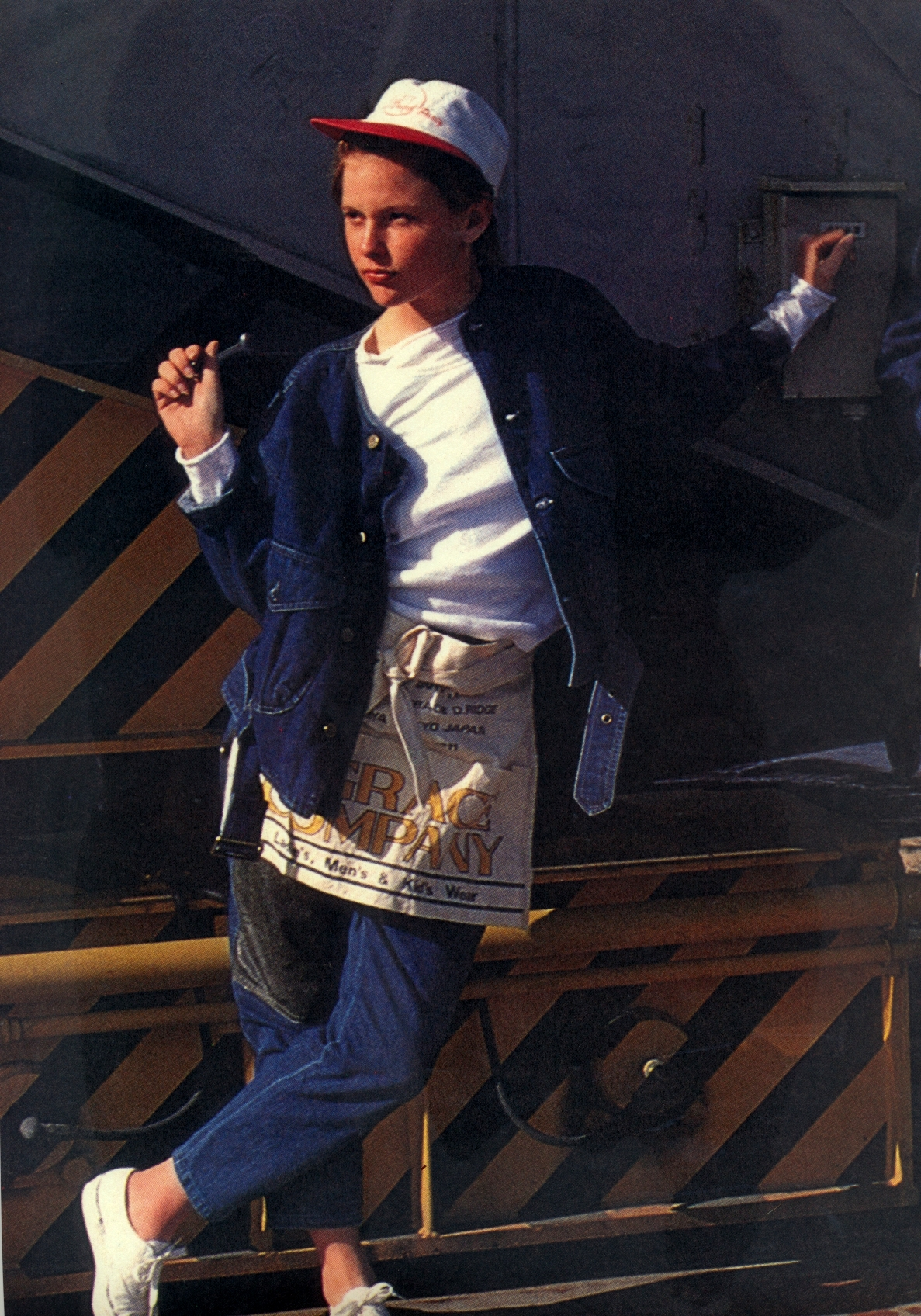
دختری در شمایل و ژست پسرانه که نمادی از «تام‌بوی» تفسیر می‌شود

تام‌بوی (به انگلیسی: Tomboy) به دخترانی گفته می‌شود که ژست یا نقش جنسیتی مناسب پسران را به نمایش می‌گذارند. از ویژگی‌های شاخص آنها می‌توان به پوشش مردانه و انجام بازی‌ها و فعالیت‌هایی که در اغلب فرهنگ‌ها غیرزنانه درنظر گرفته می‌شوند یا غالباً مخصوص پسران هستند نام برد.
بروز رفتارهای منتسب به پسران در دختران، شاخص صحیحی برای تعیین گرایش جنسی فرد نیست. مطالعات اندکی دربارهٔ دلایل و علایق رفتاری زنان، «به ویژه در هنگامی که هیچ‌گونه مطابقت و همخوانی با جنسیت زن ندارد» انجام شده‌است. یک گزارش از مرکز مطالعات فرزندان و والدین آوون در مورد رفتارهای والدین و کودکان نشان می‌دهد؛ دختران مقاطع پیش‌دبستانی که درگیر رفتارهای جنسیتی مردانه هستند — مانند بازی با اسباب بازی‌هایی که معمولاً پسران ترجیح می‌دهند — تحت تأثیر و ناشی از عوامل ژنتیکی و پیش از تولد است. همچنین مشخص شده‌است که تام‌بوی، علاقهٔ شدیدتری به علوم و فناوری از خودش نشان می‌دهد.
در طی قرن بیستم، روان‌شناسی فرویدی و واکنش‌های منفی علیه جنبش‌های اجتماعی دگرباشان جنسی منجر به شکل‌گیری ترس‌های اجتماعی در مورد تمایلات جنسی تام‌بوی‌ها شد و همین موضوع در ادامه، برخی شبهات را به همراه داشت و عده‌ای این سؤال را مطرح کردند که: «آیا تامبوئیسم منجر به همجنس‌گرایی زنانه می‌شود؟» در طول تاریخ، رابطه‌هایی میان تامبوئیسم و همجنس‌گرایی زنانه وجود داشته‌است. در حالی که برخی تام‌بوی‌ها بعدها هویت همجنس‌گرایی زنانه را در سال‌های نوجوانی یا بزرگسالی نشان می‌دهند، با همهٔ این تفاسیر این موضوع نمی‌تواند نشان‌دهندهٔ گرایش جنسی قطعی فرد تلقی گردد.